# Долоцкое
Долоцкое — деревня в Устюженском районе Вологодской области. Административный центр Мезженского сельского поселения.
С точки зрения административно-территориального деления — центр Мезженского сельсовета.
Расстояние по автодороге до районного центра Устюжны — 38 км. Ближайшие населённые пункты — Жилино, Кишкино, Михалёво
По переписи 2002 года население — 500 человек (235 мужчин, 265 женщин). Преобладающая национальность — русские (96 %).
Церковь Косьмы и Дамиана в деревне Долоцкое — памятник архитектуры.